# Musique khmère
 (février 2025).
 (février 2025).
Si vous disposez d'ouvrages ou d'articles de référence ou si vous connaissez des sites web de qualité traitant du thème abordé ici, merci de compléter l'article en donnant les références utiles à sa vérifiabilité et en les liant à la section « Notes et références ».

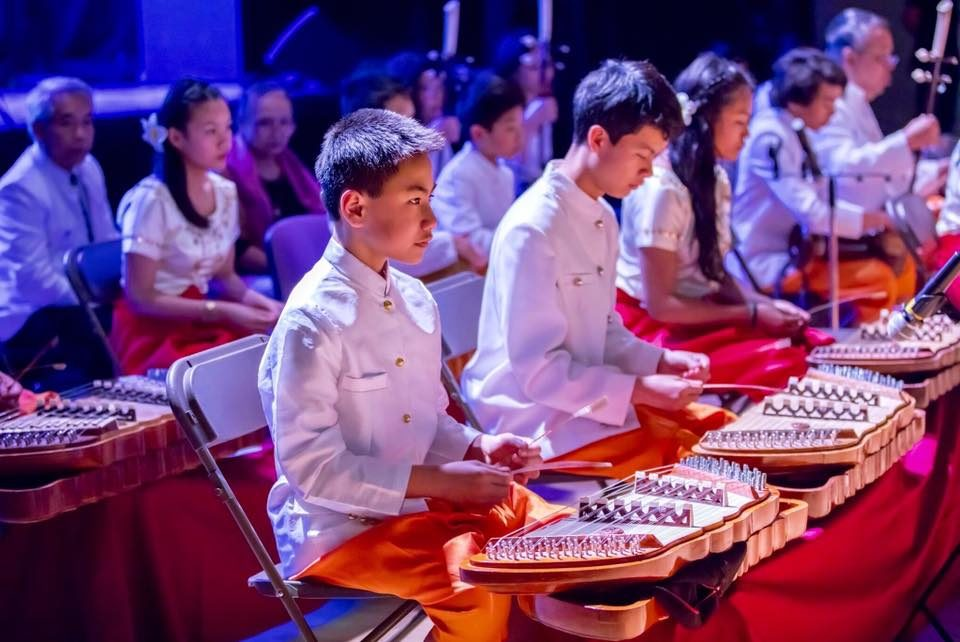
Démonstration de l'orchestre de Selepak Khmer, association de Lognes, en France, le 21 juin 2019.

La musique khmère, ou musique cambodgienne, est essentiellement une musique d'ensembles instrumentaux. Elle se distingue peu de ses voisines thaïlandaise et laotienne, mais il faut sans doute y voir une influence générale de la musique indonésienne et de ses divers gamelans. Une grande partie de la culture cambodgienne repose aujourd'hui sur la danse, où des éléments musicaux sont intégrés comme dans le ballet royal (robam bouran, របាំបុរាណ : « danse classique »), la danse chha-yam (ឆៃយ៉ាំ, danse rituelle), le théâtre d'ombres, le lokkhon-bassac (ល្ខោនបាសាក់ : « théâtre du Bassac », théâtre du Râmâyana) et les danses chamaniques (leng trott, លេងត្រុដិ ; leng signifie jouer).
Le Cambodge a connu à Angkor, une civilisation brillante, dont les sculptures attestent des traces musicales indiennes remontant au VIIe siècle. On y voit, pour l'époque angkorienne, des cithares sur bâton, des harpes, des tambours, des flûtes, des trompes et des conques. Des gongs apparaissent uniquement au milieu du XVIe siècle dans la galerie nord du temple d'Angkor Vat.

## Musique traditionnelle

### Ensemblepinpeat
Le pinpeat (ពិណពាទ្យ, translittération biṇ bādy, du sanskrit vīṇā : vînâ et vādya : instrument de musique) est au service des danses sacrées royales et des pagodes, où il scande chaque fête religieuse, notamment dans la province de Battambang. Il accompagne également le théâtre d'ombres Sbek Thom (ណាំងស្បែក, « figurines de cuir »), nang sbek ou nang sbek thom et le théâtre masqué lakhon khol (en) (ល្ខោនខោល, « théâtre d'acteurs masculins ») qui interprètent le Reamker (en) (រាមកេរ្តិ៍, « gloire de Rāma », du sanskrit kīrti : gloire), la version khmère du Râmâyana. Il se compose de deux roneat (xylophones de bambou), de deux kong thom (en) (jeux de gongs), de skor thom et d'un samphor (tambours), de ching (cymbales) et d'un sralai (hautbois) auxquels peuvent s'adjoindre un chanteur soliste ou un chœur, en alternance avec les parties instrumentales. Cet ensemble percussif est proche du gamelan indonésien, et a des variantes au Laos (pimphat) et en Thaïlande (piphat).

### Ensemblemohaori

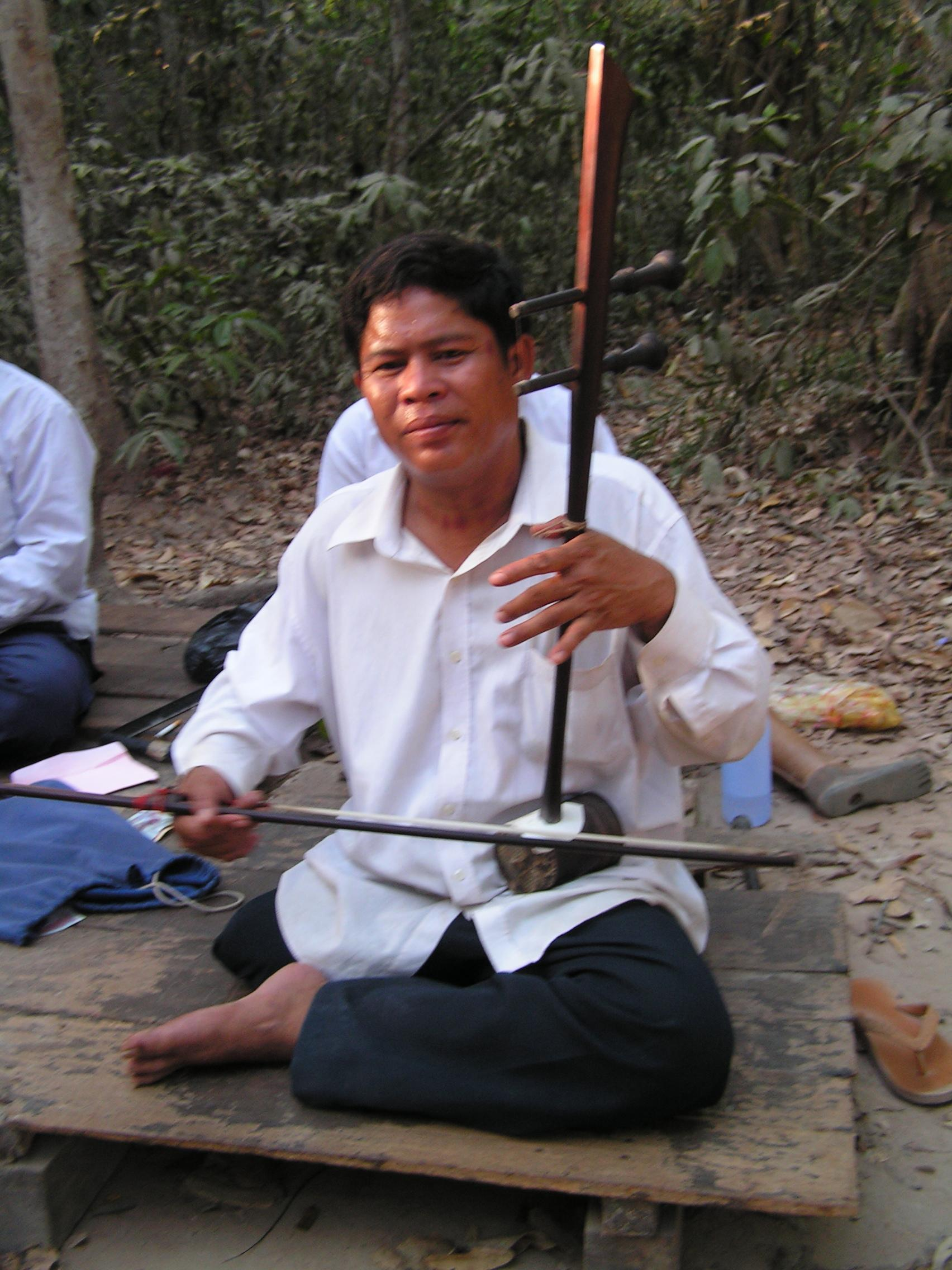
Joueur de vièle.

Le mohaori (មហោរី, mot d'origine thaïe) joue une musique d'agrément au palais royal, sans fonctions rituelles, et une musique de divertissement. Il se compose de xylophones roneat, de vièles tro u (en) et tro che, de cithares takhe (ou khom) et de luths à l'image des ensembles chinois et des ensembles mahaori thaïs dont sa musique est très proche aussi. Les chants (en solo ou en chœurs) alternent avec les parties instrumentales. Il accompagne parfois les chants alternés ayaï et les anciens chants rituels sakrava.

## Musique folklorique

### Ensemblephleng khmer
Le phleng khmer (ភ្លេងខ្មែរ, « musique khmère ») est au service des mariages, des rituels chamaniques, des cérémonies religieuses. Il se compose du tro u (en) (tro ou), du tro che (tro chhey) et du tro Khmer (en) (vièles), du chapey (ចាប៉ី, cha pei, luth), du pey ar (pei ar, hautbois), du kse diev (sadêo, monocorde) et de deux skor arak (tambours). On le rencontre surtout dans les provinces de Siemreap et de Takeo.

### Musique occasionnelle
Les processions funèbres sont accompagnées par des joueurs de hautbois et de tambours, comme dans le sous-continent indien. Les matchs de boxe débutent par des morceaux joués par les mêmes instruments.
Les cérémonies de tonsures sont aussi accompagnées de musiques. Les cérémonies du nouvel an sont accompagnées d'un rite trott chanté et joué sur instruments.

### Chants
Les chants de paysans sont des duos où les chanteurs alternent. Il s'agit de poésie à caractère rustique. Les chants d'aveugles sont accompagnés à la cithare chapey ou au luth. Il s'agit d'épisode de la vie du Bouddha ou de légendes, ou encore de l'actualité.

## Musique populaire
Les styles populaires et contemporains sont le romvong (រាំវង់, « danse en rond ») et le rom kbach (en) (រាំក្បាច់, « danse avec figures ») qui utilisent des instruments occidentaux mais aussi des instruments traditionnels. Le romvong est un style de danse lente, en cercle, alors que le rom kbach (en) s'apparente plus au luk thung thaïlandais. Ces styles trouvent leurs sources dans les années 1960-1970 avec des grandes stars comme Sinn Sisamouth ou Ros Serey Sothea qui chantaient des morceaux plus ou moins traditionnels mais aussi des standards occidentaux traduits en cambodgien, avec une forte influence du rock psychédélique. Une star actuelle[Quand ?] est Noy Vanneth (es).
Un autre style populaire est le kantrum (en), également présent en Thaïlande, et dont Darkie est le représentant le plus célèbre.
En 1996 sort la compilation Cambodian Rocks de 22 chansons de rock psychédélique et garage rock cambodgien de la fin des années 1960 et du début des années 1970 chantées par Yol Aularong (en), Ros Serey Sothea, Sinn Sisamouth, Pan Ron, Liev Tuk...

## Instruments traditionnels

### Vent

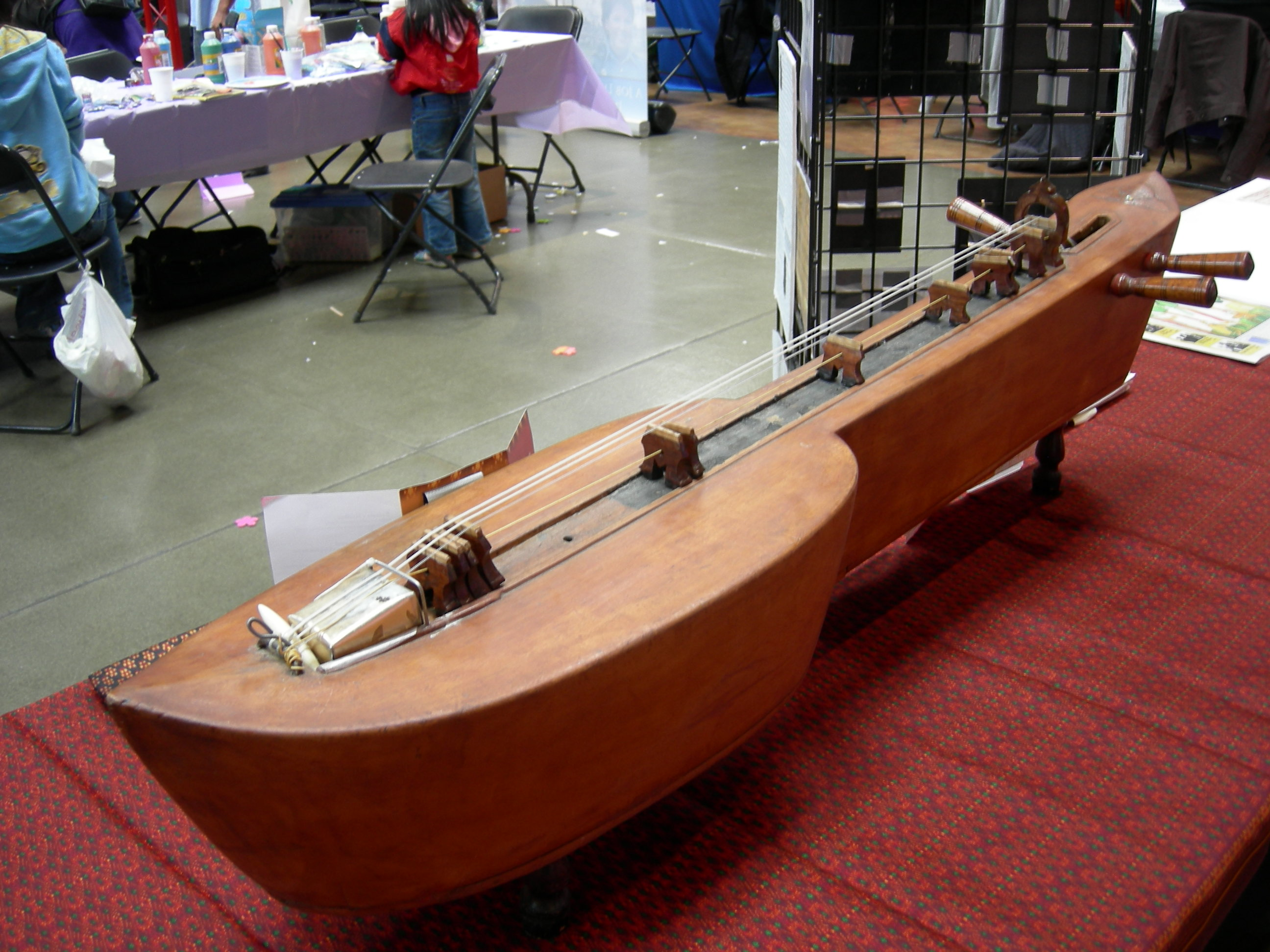
Cithare krapeu.

- Khloy (ខ្លុយ) - flûte à conduit vertical faite de bambou, bois dur ou plastique, avec une membrane vibrante
  - Khloy ek (ខ្លុយឯក, « premier khloy ») - plus petite
  - Khloy thom (ខ្លុយធំ, « grand khloy ») - plus grande
- Sneng (ស្នែង, « corne ») - corne de buffle ou de bœuf à anche libre unique
- Pey pok (ប៉ីពក) - tuyau à anche libre
- Mbuat (ou ploy) (ព្លយ) - orgue à bouche avec un corps en calebasse et cinq à sept tuyaux de bambou ; utilisé par les minorités ethniques môn-khmères des hauts plateaux
- Khên (គែន) - orgue à bouche à anche libre utilisé au Nord-Ouest du Cambodge
- Angkuoch (អង្កួច, ou kangkuoch, កង្កួច) - guimbarde en bambou ou en métal
- Pi (ប៉ី) ou sralai (ស្រឡៃ) - hautbois à anche quadruple
  - Sralai toch (ស្រឡៃតូច, « petit sralai ») ou sralai tuc - petit hautbois à anche quadruple
  - Sralai thom (ស្រឡៃធំ, « grand sralai ») ou sralai dham - grand hautbois à anche quadruple
- Pey ar (ប៉ីអ, ou beyaw et bey prabauh) - hautbois à perce cylindrique
- Saing (ស័ង្ខ) - conque ;
- Slek (ស្លឹក, « feuille ») - feuille d'arbre utilisée comme instrument à vent ;
- Ocarina - instrument à vent joué anciennement à Angkor, apporté par les Chinois.

### Cordes
- Tro (instrument) (ទ្រ) - vièle ;
  - Tro Khmer (en) (ទ្រខ្មែរ) - vièle à pique verticale à trois cordes, au corps fait d'une coque de noix de coco ; utilisée en musique classique ;
  - Tro che (ទ្រឆែ) - vièle verticale à deux cordes au timbre aigu, à l'avant couvert de peau de serpent ;
  - Tro sau toch (en) (ទ្រសោតូច : « petit tro sau ») - vièle verticale à deux cordes au corps en bois dur ; utilisée en musique classique ;
  - Tro sau thom (en) (ទ្រសោធំ : « grand tro sau ») - vièle verticale à deux cordes au corps en bois dur ; utilisée en musique classique ;
  - Tro u (en) (ទ្រអ៊ូ, ou tro ou) - vièle verticale à deux cordes au timbre grave, au corps fait d'une coque de noix de coco et à l'avant couvert de peau de veau ou de serpent ; utilisée en musique classique ;
- Chapey (ចាប៉ីដងវែង, chapey dang veng : « chapey à long manche ») - luth à frettes et à cordes pincées ;
- Takhe (តាខេ, ou krapeu (ក្រពើ, « crocodile ») et tâpol) - cithare posée sur le sol à frettes et à trois cordes en forme de crocodile
- Kse diev (ខ្សែដៀវ : « corde unique » ou se diev et khse muoy, ខ្សែមួយ : « une corde ») - cithare-bâton à caisse de résonance posée sur la poitrine ;
- Khom (ឃឹម) - hammered dulcimer.

### Percussions

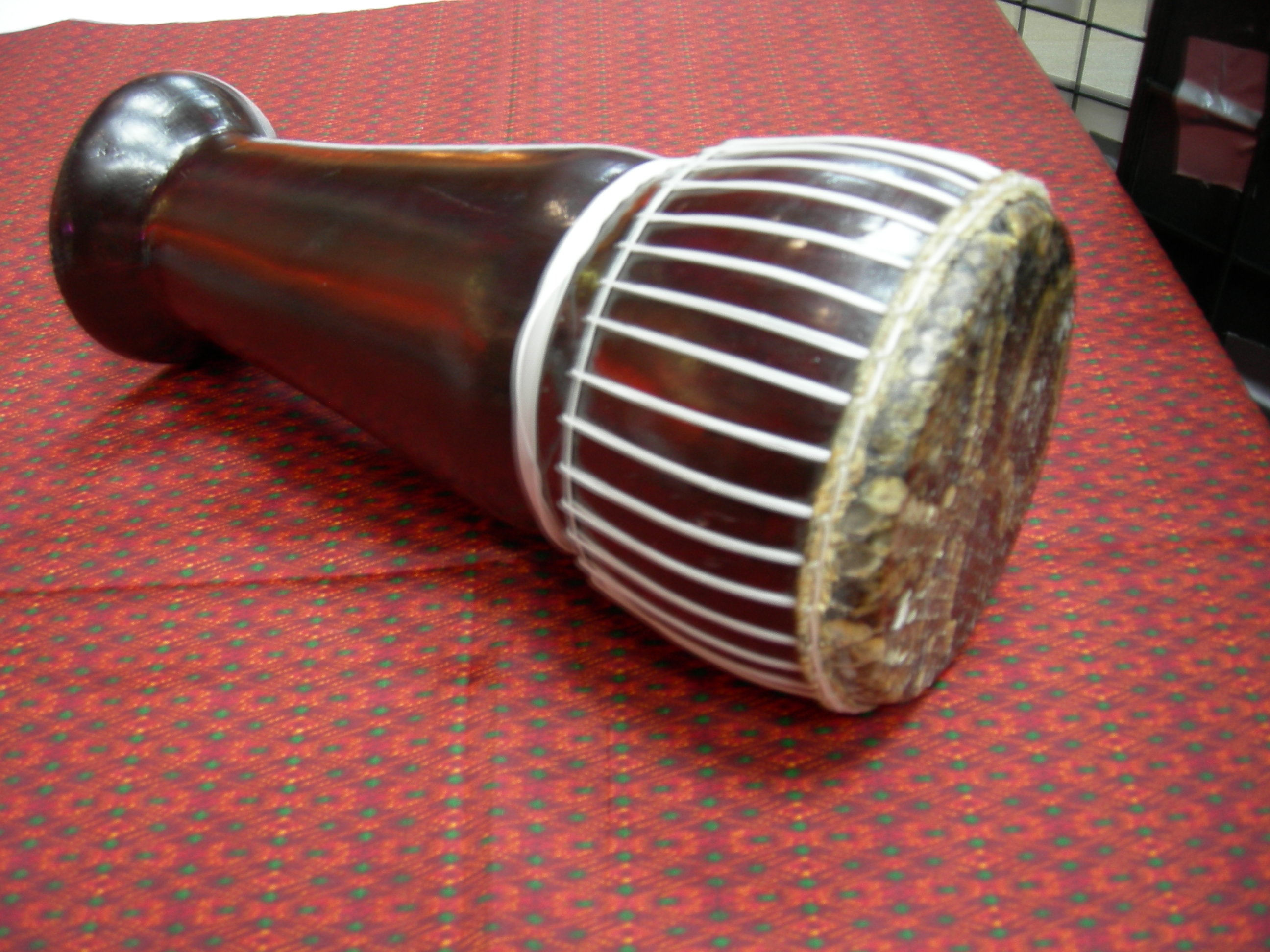
Tambour thon.

- Samphor (សំភោរ) - tambour-tonneau joué avec les deux mains ;
  - Skor (ស្គរ, ou sko) ;
  - Skor thom (ស្គរធំ, « grand skor ») - paire de grands tambours-tonneaux joués avec des baguettes ;
- Thon (en) (ថូន) - tambour en forme de gobelet joué avec les mains ;
- Rumana (រមនា) - tambour sur cadre joué avec les mains ;
- Kong vong toch (គងវង់តូច, « petit cercle de gongs », ou kong toch, គងតូច, « petit gong ») - petit cercle de gongs ;
- Kong vong thom (en) (គងវង់ធំ, « grand cercle de gongs », ou kong thom, គងធំ, « grand gong ») - grand cercle de gongs ;
- Roneat (រនាត) - instrument de percussion à clavier à caisse de résonance en forme de bateau ; généralement joué avec deux maillets et utilisé dans la musique classique et de théâtre khmère ;
  - Roneat ek (en) (រនាតឯក, « premier roneat ») - petit xylophone
  - Roneat thung (en) (រនាតធុង) - grand xylophone ;
  - Roneat dek (en) (រនាតដែក, « roneat de fer ») - petit métallophone
  - Roneat thong - grand métallophone ; n'est plus utilisé ;
- Kong mong (គងម៉ង) - gong suspendu unique ;
- Krap (ក្រាប់) - paire de baguettes de bambou ou de bois dur ;
- Ching (ឈិង) - paire de petites cymbales servant à marquer les temps ;
- Chap (en) (ឆាប) - paire de cymbales plates ;
- Pan (ប៉ាន់) - wood-block.